# Otto Dütsch
Otto Johann Anton Dütsch, rus: Оттон Иванович Дютш, Otton Ivànovitx Diuix, (Copenhaguen, 25 de maig de 1823 – Frankfurt del Main, 23 d'abril de 1863) fou un compositor danès que va treballar a Sant Petersburg la major part de la seva curta vida.

## Biografia
Era fill de Joachim Dütsch que treballava per al ministeri de finances danès, però també era professor de música a l'Institut per a Cecs de Copenhaguen. Va rebre classes de Giuseppe Siboni al Conservatori de Copenhaguen. El 1840 va anar a Dessau, Imperi Alemany per estudiar durant 3 anys. Després va viatjar a Sant Petersburg, Imperi Rus, on es va establir com a professor de música. El 1852 es convertí en répétiteur de cor i organista del Teatre Imperial Rus de Sant Petersburg i, el 1862, professor de teoria de la música. Va morir el 1863 a Frankfurt del Main.
La més destacada de les seves obres és l'òpera Kroaterinden ("La jove croata"), que es va produir amb èxit a Sant Petersburg el 1860 amb èxit, amb fragments interpretats a Copenhaguen el 1866 a la societat musical Euterpe. A més va escriure cançons i música per a piano.
El seu fill Georg Dütsch (1857-1891) va treballar com a director d'orquestra a Rússia.